# Svartryggig häger
Svartryggig häger (Ardeola speciosa) är en sydostasiatisk fågel i familjen hägrar inom ordningen pelikanfåglar.

## Utseende
Svartryggig häger är en satt, cirka 45 cm lång häger. I häckningsdräkt har den ljust guldgult huvud, mörkrött bröst och förlängda svarta fjädrar på ryggen, svartare än hos rishägern. I flykten syns de helvita vingarna tydligt. Utanför häckningstid är den liksom sina nära släktingar genomgående brunstreckad och näranog identisk med dessa, möjligen i mindre utsträckning sotfärgad på handpennespetsarna än bacchushägern.

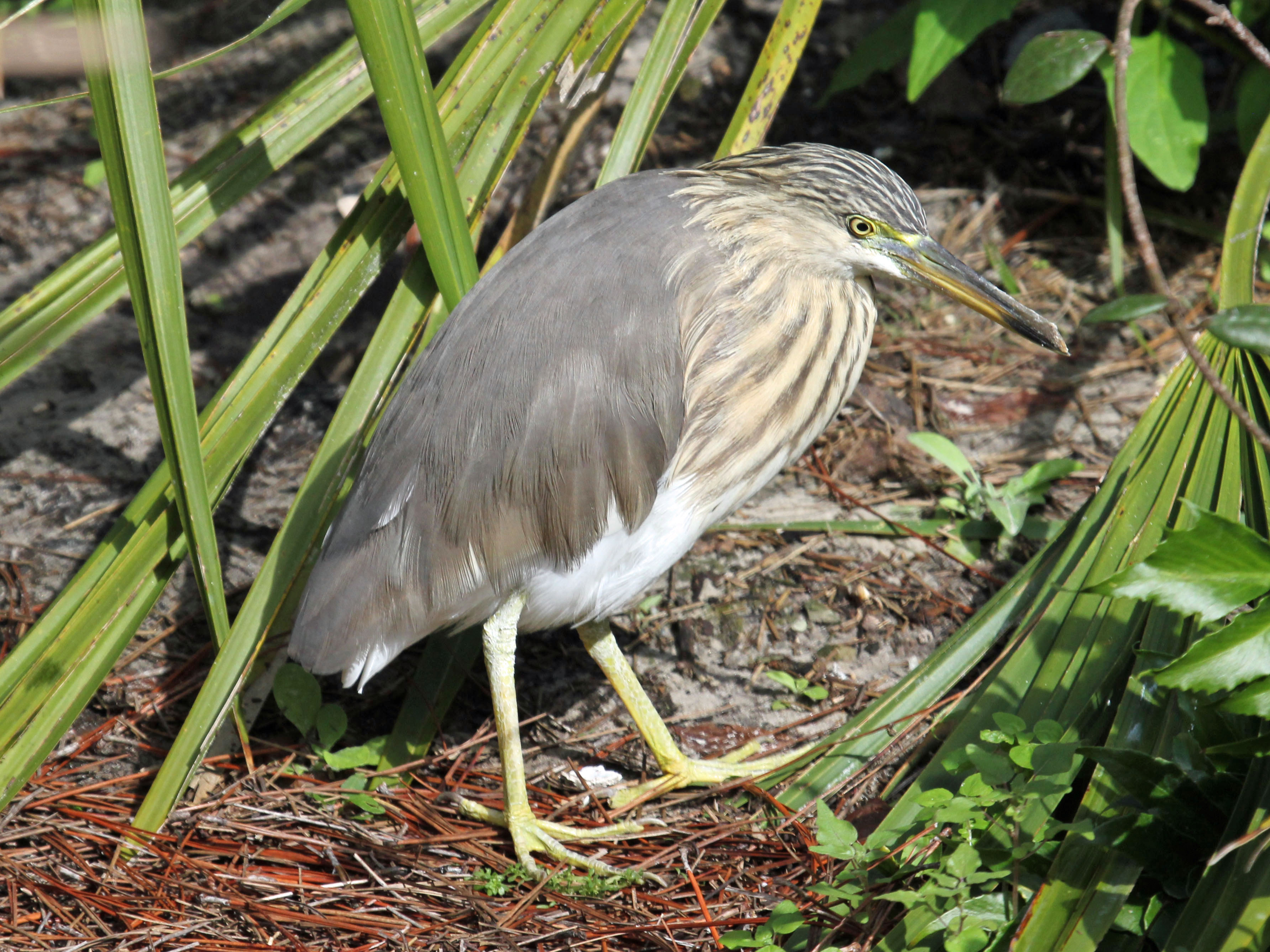
I vinterdräkt är svartryggig häger i stort sett identisk med sina närmaste släktingar.

## Utbredning och systematik
Svartryggig häger förekommer i Sydostasien. Den delas in i två underarter med följande utbredning:
- Ardeola speciosa continentalis – centrala Thailand till södra Indokina
- Ardeola speciosa speciosa – västra och centrala indonesiska övärlden

## Levnadssätt
Svartrigg häger hittas huvudsakligen i sötvattensvåtmarker, dammar, sjöar och risfält, mindre ofta i kustnära områden som rev och mangrovegträsk. På Java påträffas den upp till 1500 meters höjd, på Borneo 1100 meter.

## Status och hot
Arten har ett stort utbredningsområde och en stor population med okänd utveckling. Utifrån dessa kriterier kategoriserar IUCN arten som livskraftig (LC). Världspopulationen uppskattas till mellan 6.700 och 67.000 individer.